# Pergine Valsugana
Pergine Valsugana (deutsch veraltet Persen oder Fersen im Suganertal) ist eine Stadtgemeinde mit 21.672 Einwohnern (Stand 31. Dezember 2023) in der Provinz Trient.

## Lage
An der Mündung des Fersentals in das Suganertal gelegen, wird die Stadt durch die Geschichte des Castel Pergine (Burg Persen) beherrscht. Die weitläufige und sonnige Ebene von Pergine (Fersen) ist von Bergen und bewaldeten Tälern umgeben.

## Geschichte
Die Gegend von Pergine war schon in prähistorischer Zeit besiedelt. Nach der Eroberung der Region lag Pergine an der östlichen Via Claudia Augusta nach Altino.
845 wurde der Name Pergine erstmals in einem Schiedsspruch erwähnt. Bei der Gründung des Fürstbistums Trient im Jahr 1027 gehörte Pergine zum neuen Gebiet. Dabei gehörte Pergine bis 1786 zur Diözese Feltre. 1531 wurde die Gerichtsbarkeit von Pergine im Tausch mit jener von Bozen auf das Fürstbistum Trient übertragen.
In der ersten Hälfte des 16. Jahrhunderts erlebte Pergine eine Blütezeit durch den hier angesiedelten Bergbau. Im 18. Jahrhundert wurden die Sümpfe im Süden der Stadt trockengelegt. 1815 wurde das Fürstbistum aufgelöst und Pergine wurde Teil des damaligen Tirol. 1919 kam Pergine, mit dem gesamten Trentino, zu Italien. 1928 wurden 13 Gemeinden der Umgebung in Pergine eingemeindet, das seither Pergine Valsugana heißt.
1955 wurden die Ortschaften Falesina und Vignola als Vignola-Falesina von Pergine abgetrennt.
1881 wurde die Irrenanstalt von Pergine errichtet, in dieser Klinik waren auch viele Patienten des heutigen Südtirol untergebracht. Mit der Reform der Psychiatrie in Italien (1978) verlor die Anstalt von Pergine ihre Bedeutung. 2002 wurde sie endgültig geschlossen.
Viele Südtiroler Patienten der Anstalt wurden ab 1940, im Zuge der Option in Südtirol, nach Deutschland gebracht und dort getötet (Euthanasie).

## Verwaltungsgliederung
Pergine hat 22 Fraktionen: Brazzaniga, Canale, Canezza, Canzolino, Ciré, Costasavina, Ischia, Madrano (dt. Maderein), Nogaré, San Cristoforo al Lago, Santa Caterina, Serso, Susa, Roncogno, Viarago, Vigalzano, Visintainer, Zivignago, Masetti, Zava, Fontanabotte und Assizi.

## Persönlichkeiten
- Giuseppe Vittorio Alberti d’Enno (1623–1695), Fürstbischof von Trient
- Valerius Dejaco (1914–1983), Politiker
- Gianpaolo Ambrosi (* 1940), Rennrodler
- Giampaolo Dalmeri (* 1952), Geologe und Paläoanthropologe

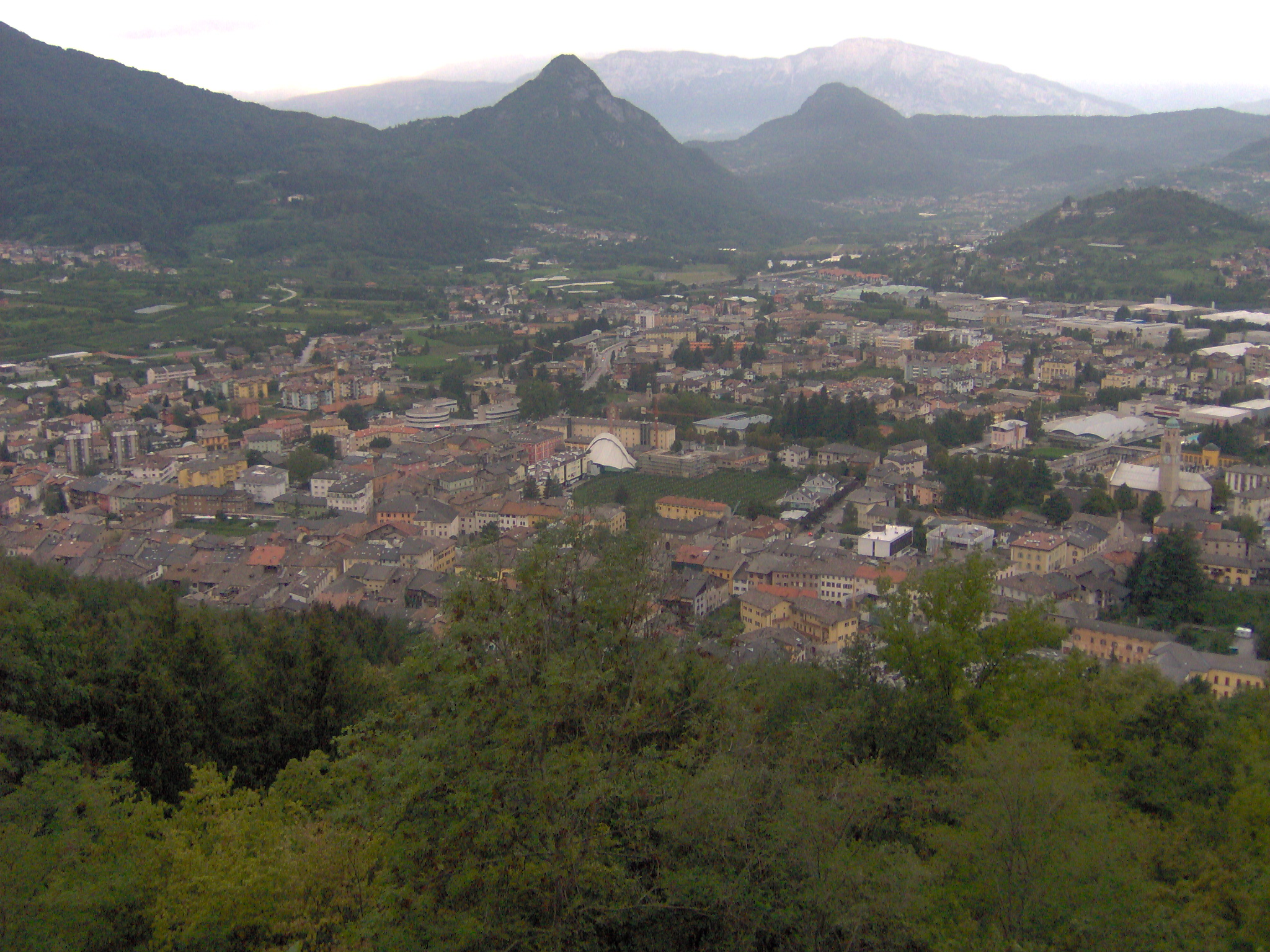
Ansicht
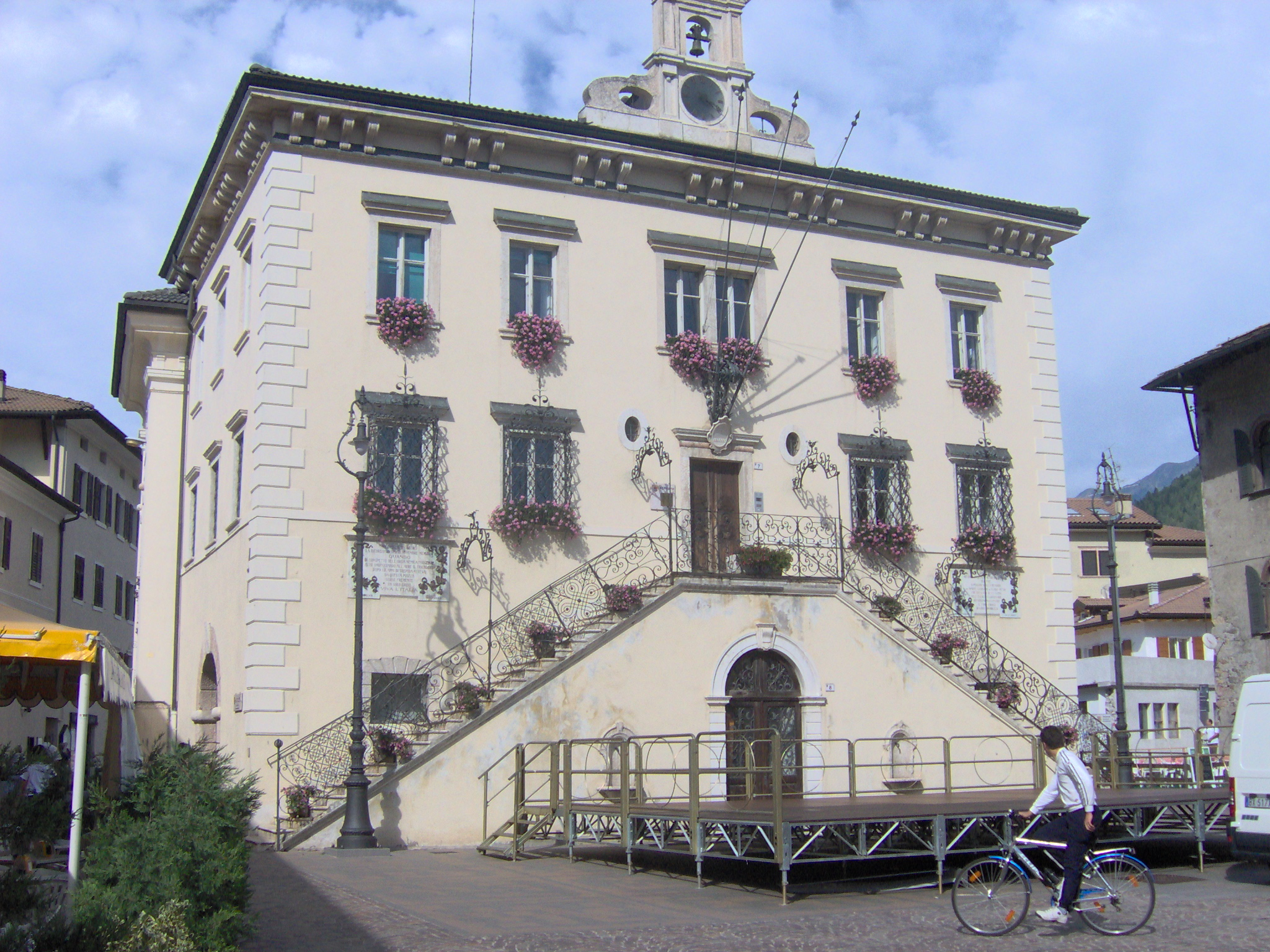
Rathaus
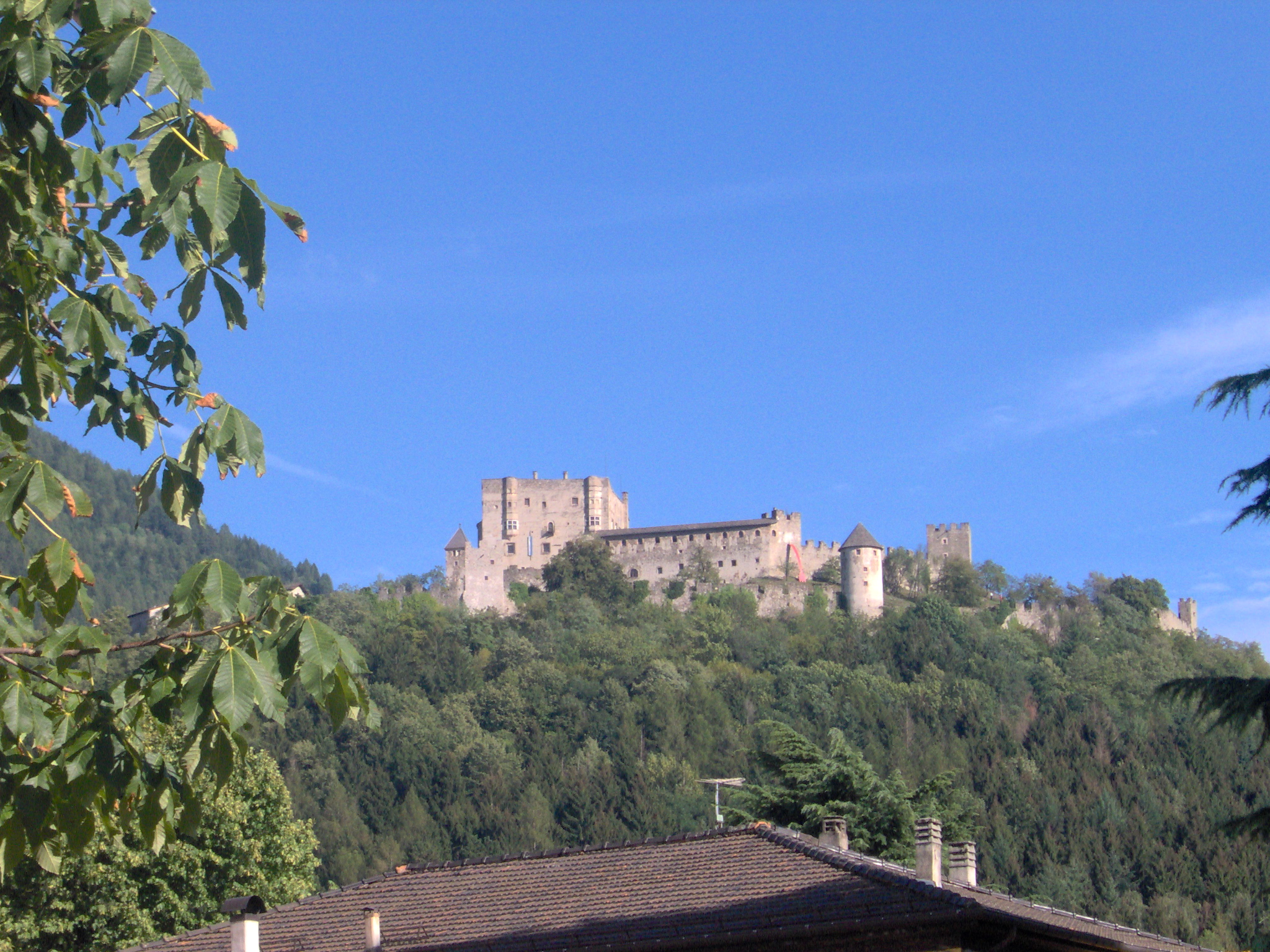
Schloss Pergine